# Philactinoposthia rhammifera
Philactinoposthia rhammifera är en plattmaskart som först beskrevs av Westblad 1946.  Philactinoposthia rhammifera ingår i släktet Philactinoposthia och familjen Actinoposthiidae. Inga underarter finns listade i Catalogue of Life.